# Шежави (Свентокшиське воєводство)
Шежави (пол. Szerzawy) — село в Польщі, у гміні Павлув Стараховицького повіту Свентокшиського воєводства.
Населення — 750 осіб (2011).
У 1975-1998 роках село належало до Келецького воєводства.

## Демографія
Демографічна структура на день 31 березня 2011 року:
|          | Загалом | Допрацездатний вік | Працездатний вік | Постпрацездатний вік |
| -------- | ------- | ------------------ | ---------------- | -------------------- |
| Чоловіки | 374     | 88                 | 247              | 39                   |
| Жінки    | 376     | 81                 | 205              | 90                   |
| Разом    | 750     | 169                | 452              | 129                  |